# Zone grise (télécommunication)
Une zone grise est une zone de couverture de téléphonie mobile où un seul opérateur téléphonique possède un équipement réseau. Il s'agit en général de zones rurales.
Dans une zone grise et dans une zone blanche, un client français peut passer des appels même si son opérateur ne possède pas de réseau[réf. nécessaire]. C'est ensuite de façon transparente pour l'utilisateur qu'un reversement s'effectue entre opérateurs dans ces zones mutualisées. Seule exception, dans la législation française, les appels vers les numéros d’urgence des clients français sont gratuits (pas de reversement interopérateur).
En France, à partir de la deuxième moitié des années 2000, l'expression zone grise est utilisée aussi pour désigner les zones géographiques dans lesquelles l'accès à internet ne permet qu'un débit (plus exactement bande passante) plus faible que celui des zones urbaines disposant du haut débit,.

## Moyens de contournement d'une faible bande passante
Une bande passante faible diminue la quantité de données pouvant être transmises et a pour conséquence principale de ralentir la navigation web.
Depuis les années 2000, il existe quelques solutions pour diminuer ce ralentissement. Ces procédés consistent à utiliser un serveur informatique intermédiaire entre l'ordinateur de l'utilisateur et le serveur web, ce serveur intermédiaire compresse automatiquement les données à transmettre et diminue la qualité des images, le tout automatiquement.
Des exemples sont la fonction "turbo" du navigateur Opera et l'ancienne solution en:OnSpeed.